# Schloss Gebelzig

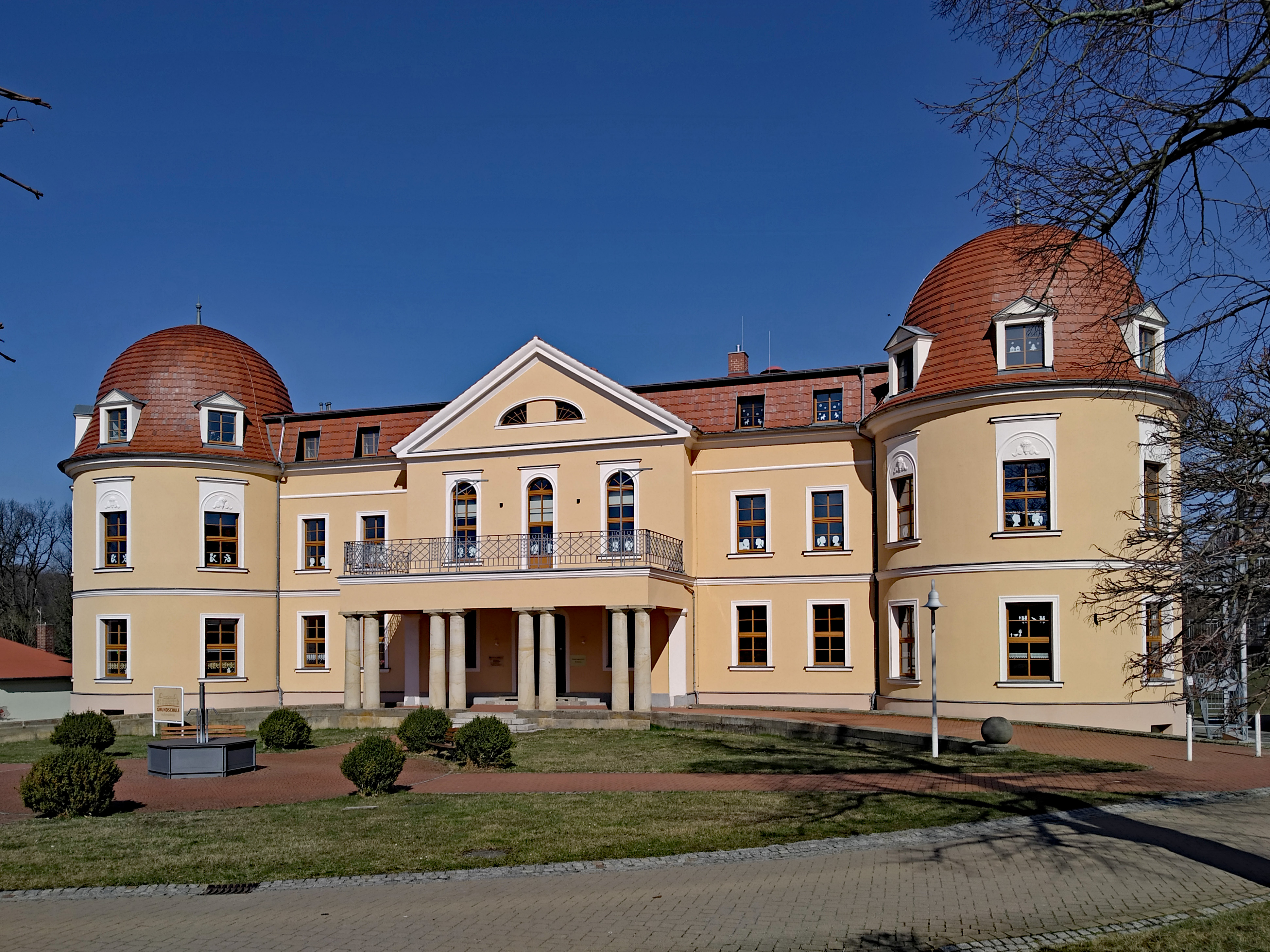
Schloss Gebelzig, Hofseite (2020)

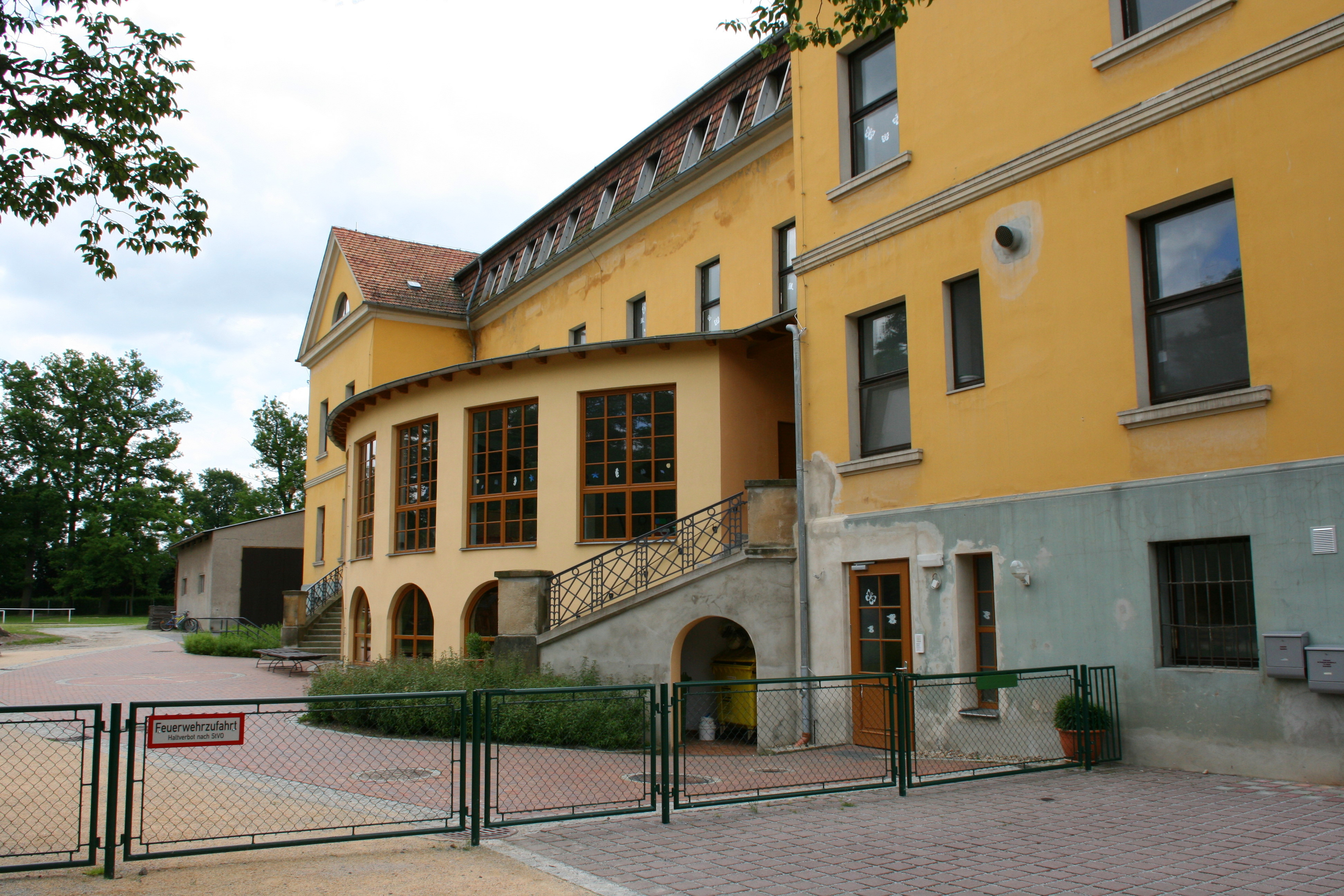
Schloss Gebelzig, Parkseite (2010)

Das Schloss Gebelzig (auch Schloss Ober Gebelzig) ist ein Schloss in Gebelzig, einem Ortsteil der Gemeinde Hohendubrau im Landkreis Görlitz in der sächsischen Oberlausitz. Das Gebäude diente früher als Herrensitz im Rittergut Ober Gebelzig, heute befinden sich in dem Gebäude eine Grundschule mit Hort sowie ein Kindergarten. Das Schloss steht unter Denkmalschutz.

## Geschichte und Architektur
Das Schloss Gebelzig wurde in den Jahren 1838 und 1839 für den damaligen Gutsbesitzer Gottfried Wende erbaut. 1845 verkaufte Wende das Schloss an den Freiherren von Düringshofen, der ab 1863 Umbauten an dem Gebäude vornehmen ließ. 1910 wurde das Schloss von Artur von Teichmann und Logischen gekauft. Im gleichen Jahr brannte das Schloss nach einem Blitzschlag ab und wurde in den beiden folgenden Jahren in Anlehnung an die Schlösser Milkel und Moritzburg neu aufgebaut. Dabei wurde es an den Gebäudeecken mit Rundtürmen versehen. Der letzte Gutsbesitzer Tassilo von Teichmann und Logischen wurde bei der Bodenreform in der Sowjetischen Besatzungszone nach dem Ende des Zweiten Weltkrieges enteignet und wanderte daraufhin nach Kanada aus.
Nach der Enteignung waren zunächst Heimatvertriebene im Schloss Gebelzig untergebracht. Ab 1946 diente das Schloss als Unterrichtsgebäude für die dritten bis achten Klassen der Polytechnischen Oberschule „Karl Liebknecht“. In den Jahren 1985 und 1986 wurde das Dachgeschoss aus- und umgebaut, um Platz für zusätzliche Klassenräume zu schaffen. Spätestens ab diesem Ausbau wurden alle Klassenstufen im ehemaligen Schloss unterrichtet. Seit 1999 ist die „Grundschule Hohendubrau“ alleinige Grundschule für die Gemeinde. Zwischen 2005 und 2008 wurden die Innenräume des Schlosses saniert und 2010 wurde das Dach neu gedeckt.
Das Schloss ist eine klassizistisch geprägte Anlage mit sieben Achsen und einem dreiachsigen Mittelrisalit mit Dreiecksgiebel.